# Putnoky Miklós
Putnoky Miklós (Bukarest, 1852. szeptember 4. – Lugos, 1935. január 10.) szótáríró, műfordító, tankönyvíró.

## Életútja
Édesapja, Putnoky József (1814-52) a magyar szabadságharc idején a Lenkey-századdal tért haza. Világos után távollétében halálra ítélték. „Nagy József” álnéven emigránsként élt Bukarestben. Fia Nagyszebenben érettségizett s a kolozsvári egyetemen szerzett klasszika-filológusi oklevelet (1876). Tanár Nagyszebenben (1876-92), majd a lugosi főgimnáziumban (1892-1911). A temesvári Arany János Társaság tagja.

## Munkássága
Első munkája az Abecedar maghiar pentru școala poporală (Nagyszeben 1879). Ezt több magyar nyelvoktatási tankönyv követte román iskolák számára. Budapesti és kolozsvári szakfolyóiratok munkatársa. Mint műfordító Carmen Sylva költeményeit ültette át magyarra s mutatta be a Kisfaludy Társaságban. Lefordította Aron Densușianu, Vasile Alecsandri verseit, s Arany Toldijából románra fordított és jegyzetekkel kísért részleteket. Etymologicum Magnum Romaniae és az összehasonlító filológia Romániában (Ungaria 1891/3-5) című tanulmányával elnyerte az MTA díját. Nyugdíjasként a Temesvári Hírlap és Temesvarer Zeitung munkatársa.
Fő művei: 
- Etymologicum Magnum Romaniae és az összehasonlító nyelvészet jelene Romániában (Budapest, 1887)
- Magyar-román és román-magyar kézi szótár (társszerző I. Crișan. Budapest 1893-95)
- Ioan Crişan–Putnoky Miklósː Gramatica limbei maghiare. Curs practic pentru scoalele secundare, preparandii şi pentru privaţi; Tip. Archidiecesane, Sibiu, 1894
- Putnoky Miklós–Viciu Alecsiuː Eserciţii de stil în limba magiară, manual pentru clasele 5-8 gimnasiale şi alte şcóle medie; Tip. Seminariului, Balázsfalva-Blaşiǔ, 1898
- Pompeji és a római élet; Hornyánszky Ny., Bp., 1904 (Népszerű tudományos felolvasások. Uránia Magyar Tudományos Egyesület)
- Carmen Sylva élete és művei; Auspitz Ny., Lugos, 1910
- Magyar-román szótár iskolai és magánhasználatra (Lugos 1921; újrakiadása 1923)
- Román-magyar szótár iskolai és magánhasználatra (Lugos 1921; bővített újrakiadása, bevezetésül román nyelvtannal, 1923).